# SN 2001iw
SN 2001iw – supernowa odkryta 9 grudnia 2001 roku w galaktyce A075039+1020. W momencie odkrycia miała maksymalną jasność 22,10m.